# NGC 696
NGC 696 (również PGC 6695) – galaktyka spiralna z poprzeczką (SB0-a), znajdująca się w gwiazdozbiorze Pieca. Została odkryta 29 listopada 1837 roku przez Johna Herschela.